# José Leopoldo González González
José Leopoldo González González (* 7. Februar 1955 in Cañadas de Obregón, Jalisco, Mexiko) ist ein mexikanischer Geistlicher und römisch-katholischer Bischof von San Juan de los Lagos.

## Leben
José Leopoldo González González empfing am 27. Mai 1984 durch den Erzbischof von Guadalajara, José Kardinal Salazar López, das Sakrament der Priesterweihe.
Am 15. November 2005 ernannte ihn Papst Benedikt XVI. zum Titularbischof von Thuburnica und bestellte ihn zum Weihbischof in Guadalajara. Der Erzbischof von Guadalajara, Juan Kardinal Sandoval Íñiguez, spendete ihm am 25. Januar 2006 die Bischofsweihe; Mitkonsekratoren waren der Apostolische Nuntius in Mexiko, Erzbischof Giuseppe Bertello, und der Bischof von León, José Guadalupe Martín Rábago.
Am 19. März 2015 ernannte ihn Papst Franziskus zum ersten Bischof des mit gleichem Datum errichteten Bistums Nogales. Die Amtseinführung erfolgte am 22. Mai desselben Jahres.
Am 19. März 2024 ernannte ihn Papst Franziskus zum Bischof von San Juan de los Lagos. Die Amtseinführung fand am 25. Mai desselben Jahres statt.